# Tchokan Valikhanov
 (décembre 2014).
Si vous disposez d'ouvrages ou d'articles de référence ou si vous connaissez des sites web de qualité traitant du thème abordé ici, merci de compléter l'article en donnant les références utiles à sa vérifiabilité et en les liant à la section « Notes et références ».
Tchokan Valikhanov (kazakh : Шоқан Шыңғысұлы Уәлиханұлы, Shoqan Shynghysuly Walikhanuly; russe : Чокан Чингисович Валиханов), (né en novembre 1835 à Kuntimes, Oblys de Kostanaï- décédé le 10 avril 1865 à Sultan Tezek, Oblys d'Almaty) est un explorateur, historien et ethnographe kazakh,.

## Enfance et adolescence
Tchokan Valikhanov naît dans le village kazakh de Kuntimes, dans la province d'Aman-Karagaïski (actuelle localité du district de Sarykol, dans la province de Kostanaï). Son père, Tchingis Valikhanov, est « premier sultan », c'est-à-dire qu'il est à la tête de la province. À sa naissance, Tchokan Valikhanov reçoit le nom musulman de Muhammed Kanapi. Par la suite, le surnom inventé par sa femme de Tchokan s'impose comme nom d'usage. Dans son enfance (1842-1847), le jeune garçon étudie à l'école kazakhe de Kuntimes, où il acquiert une connaissance de base du kazakh, du tchagataï, de l'arabe et du persan.
En tant que fils du sultan, Valikhanov a dès son enfance la possibilité de s'entretenir avec des poètes, des bardes et des artistes célèbres et de se familiariser avec leurs œuvres. Pour cette raison, Tchokan développe dès ses premières années un goût particulier pour l'art populaire kazakh et pour la peinture. Il reçoit ses premières leçons de topographes russes séjournant dans sa province (qui est renommée province de Kushmurun en 1844). Après avoir utilisé le fusain, Valikhanov se met à employer de l'aquarelle. Ses œuvres sont les premières représentations picturales de la steppe du Kazakhstan réalisées par un Kazakh. La pratique de la peinture enracine chez Valikhanov un goût pour l'observation attentive, qu'il met à profit lors de ses expéditions ultérieures.
En 1847, à l'âge de douze ans, Valikhanov est envoyé à Omsk afin d'y étudier au collège des cadets. Il y est accueilli par un vieil ami de sa famille, Dachbinski, et y fait la rencontre de Grigori Nikolaïevitch Potanine. Dans ses souvenirs, Potanine rapporte que l'administration du collège prévoyait déjà à Valikhanov un avenir brillant comme chercheur et scientifique. Le professeur d'histoire de Valikhanov, Gonsevski, lui donne accès à sa bibliothèque et l'invite chez lui. La lecture des livres de Gonsevski permet à Valikhanov d'apprendre le français et l'allemand, ainsi que de découvrir de nombreuses œuvres occidentales (Abel-Rémusat, Humboldt).
Peu avant la fin de ses études au collège des cadets, Valikhanov est présenté par son professeur de géodésie à la famille Kapustin. Il y rencontre de nombreux exilés, notamment Fiodor Dostoïevski. En 1852, Valikhanov écrit son premier article, consacré aux décrets de Tokhtamych. Le 8 novembre 1853, Valikhanov achève le collège et devient officier de l'armée russe.

## Ouvrages
Il est connu à l'étranger grâce à une traduction en anglais d'un de ses ouvrages, Chinese Turkestan and Dzungaria (Turkestan chinois et Dzoungarie), paru aux éditions Edward Stanford à Londres en 1865.

## Galerie

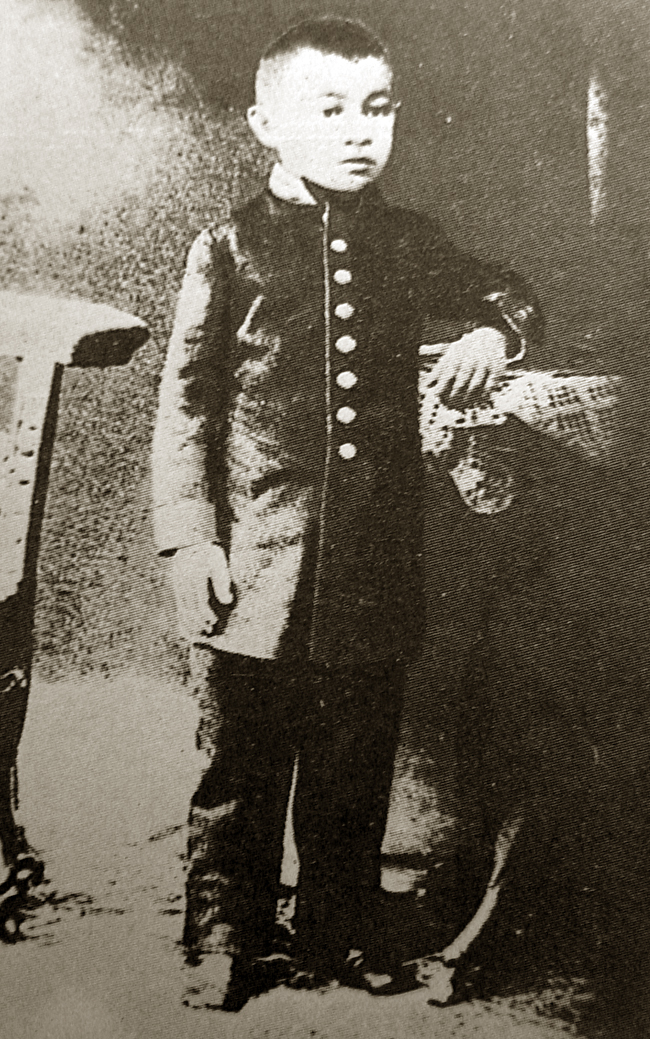
Tchokan Valikhanov  à 12 ans.
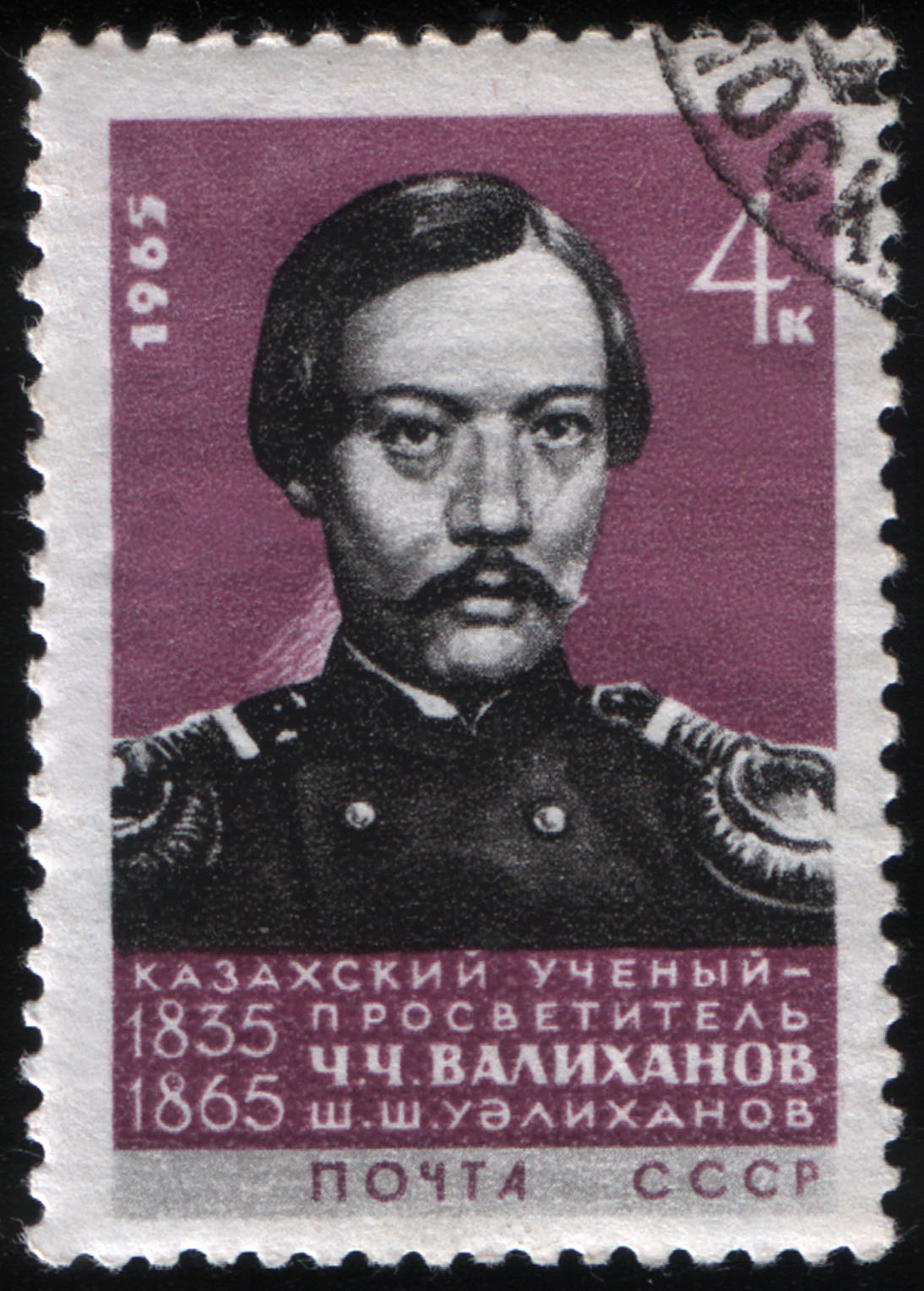
Timbre de l'URSS de 1965.
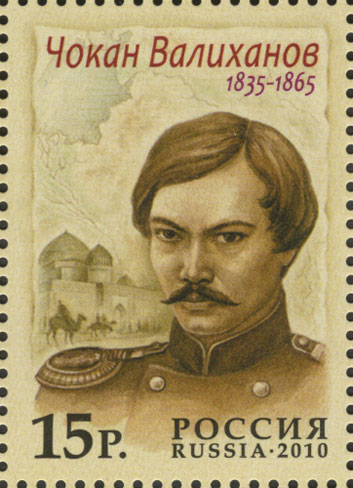
Le timbre émis en Russie en 2010.
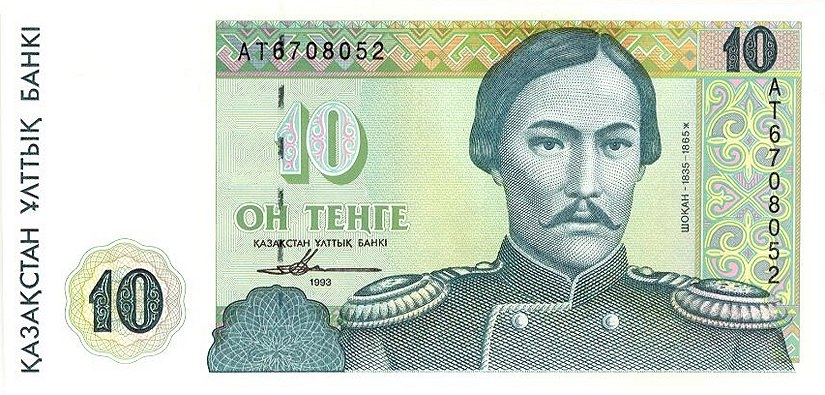
Image sur la première série de billets de banque du Kazakhstan en 1993.